# حصار (خدابنده)
حصار (خدابنده)،  از توابع بخش مرکزی شهرستان خدابنده در استان زنجان ایران است.

## جمعیت
این شهر در 4 کیلومتری جنوب شهر قیدار  قرار دارد و براساس سرشماری مرکز آمار ایران در سال ۱۳90، جمعیت آن 2٬۴۳۷ نفر (۳۶۱خانوار) بوده‌است.